# Tobolka (plod)

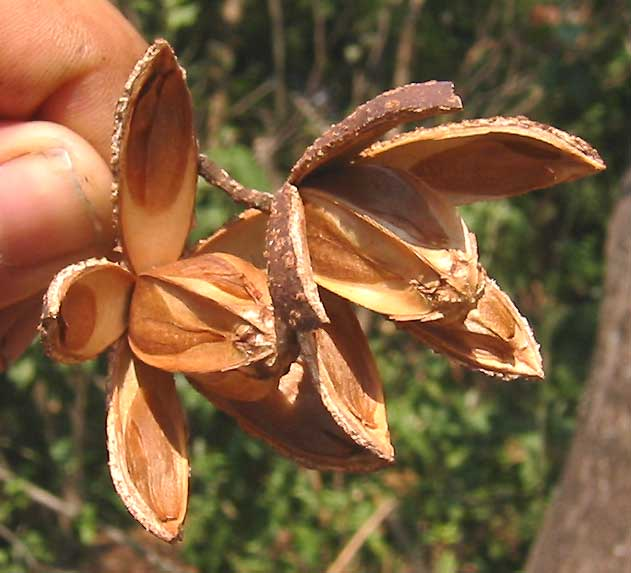
Přehrádkolomné dřevnaté tobolky cedrely vonné

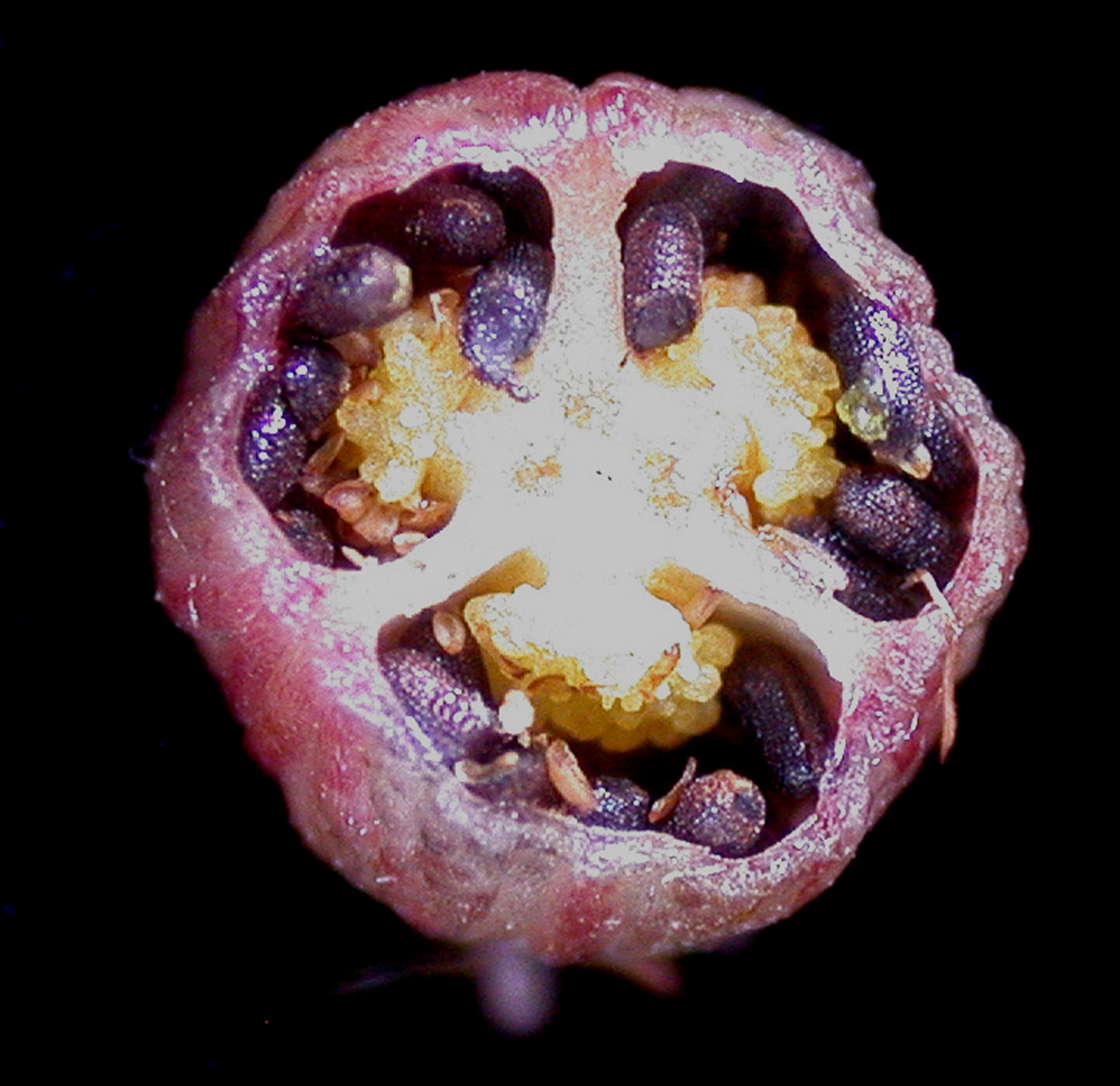
Řez nedozrálou tobolkou třezalky tečkované, zformovanou ze synkarpního semeníku

Tobolka (capsula) je suchý pukavý plod, zformovaný ze semeníku srostlého z více plodolistů. Je to běžný typ plodu u řady jednoděložných i dvouděložných rostlin, pouze u nižších dvouděložných je zastoupen zřídka. Tobolky jsou velmi různorodé co do tvaru, velikosti, tvrdosti a tloušťky oplodí i způsobu uvolňování semen. Nejčastěji se otevírají chlopněmi, existují však i tobolky otevírající se víčkem, otvory či zuby. Nezřídka se také bezprostředně podílejí na šíření semen. 

## Charakteristika tobolky
Pojem tobolka zahrnuje širokou škálu různorodých typů plodů, které se formují z víceplodolistového cenokarpního, zpravidla svrchního gynecea a mají suché pukavé oplodí. 
Oplodí v průběhu zrání vysychá nebo i dřevnatí a zpravidla u něj není možno rozlišit více vrstev rozdílného charakteru, jak je tomu u dužnatých plodů. Vnitřní uspořádání tobolky bezprostředně souvisí s anatomií semeníku, z něhož je formována. V případě synkarpního gynecea jsou semena přirostlá ke středové části plodu a tobolka je rozdělena přepážkami na několik komůrek, zatímco u parakarpního gynecea jsou semena přirostlá po obvodu plodu a přepážky chybějí. V některých případech však může být struktura složitější. Někdy se z výrůstků placenty utvářejí falešné přepážky, jak je tomu například u maku či šešulí brukvovitých.
Na vrcholu může tobolka nést zbytky vytrvalé čnělky (či většího počtu volných čnělek), na bázi může být podepřena vytrvalým okvětím, jak je tomu například u blínu. 
Stěny tobolky mohou být velmi tenké (připomínající měchýřek), jak je tomu například u klokoče, elastické (kakost, vrbovka), nebo tence až tlustě dřevnaté (hrnečník, blahovičník). Povrch je nejčastěji hladký, laločnatý nebo žebernatý, existují však i tobolky ostnité (durman, oreláník aj.). Plody pukají nejčastěji směrem od vrcholu k bázi (akrocidní tobolka), existují však i typy pukající od báze směrem k vrcholu (bazicidní tobolka, například některé druhy podražce). U některých rostlin puká tobolka až po delší době, u některých blahovičníků dokonce až po přejití požárem. Tobolka většinou obsahuje větší počet až velmi mnoho semen, existují však i jednosemenné tobolky (např. laskavec)

## Typy tobolek
Tobolky se zpravidla rozčleňují do několika základních skupin na základě způsobu jejich otevírání. Většina tobolek za zralosti puká několika chlopněmi, jejichž počet odpovídá počtu plodolistů semeníku. Rozlišují se 3 hlavní typy: pouzdrosečná (lokulicidní), přehrádkosečná (septicidní) a přehrádkolomná (septifrágní) tobolka. Řada tobolek se však otevírá jiným způsobem, například víčkem (pyxidium), zuby (denticidní tobolka), štěrbinami (fissuricidní tobolka) nebo otvory (poricidní tobolka). U některých rostlin se plod sice řadí k tobolkám, vymyká se však základní definici. Existují tak dužnaté pukavé tobolky nebo naopak suché ale nepukavé tobolky. Pokud se plod rozpadá za zralosti na jednoplodolistové plůdky, řadí se mezi tzv. poltivé plody (schizokarp).

### Pouzdrosečná a přehrádkosečná tobolka
Nejběžnějším typem suchého pukavého plodu je pouzdrosečná (lokulicidní) tobolka. Plod puká po celé délce hřbetních švů jednotlivých lokulů a každá chlopeň se tak skládá z polovin dvou sousedních plodolistů. Tento typ plodu často bývá snadno rozpoznatelný podle přepážky nacházející se uprostřed každé z chlopní. Pokud přepážky chybějí, jako tomu bývá v případě parietální placentace, probíhají linie oddělování chlopní mezi placentami. Pouzdrosečná tobolka je typická pro violku, netýkavku, tamaryšek, svitel, oreláník, zárazovité, vrbovité, slézovité, jesencovité, cistovité, kosmatcovité, čajovníkovité, zederachovité a četné další rostliny, z jednoděložných zejména pro liliovité, kosatcovité, asfodelovité, sítinovité, zázvorníkovité a krvenkovité. Náležejí sem i podlouhlé tobolky pupalkovitých a moringy. 
Naproti tomu přehrádkosečná (septicidní) tobolka puká v místě srůstu plodolistů, tedy v místě přepážek semeníku či v případě parietální placentace středem placent. 
Tento typ plodu má například ocún, tilandsie, dračík, třezalka, náprstník, některé druhy agáve a tabáku, juka aj. Rozlišování obou typů tobolek může být podstatné pro taxonomii, existují však rody (například agáve či tabák), kde jsou zastoupeny oba typy.

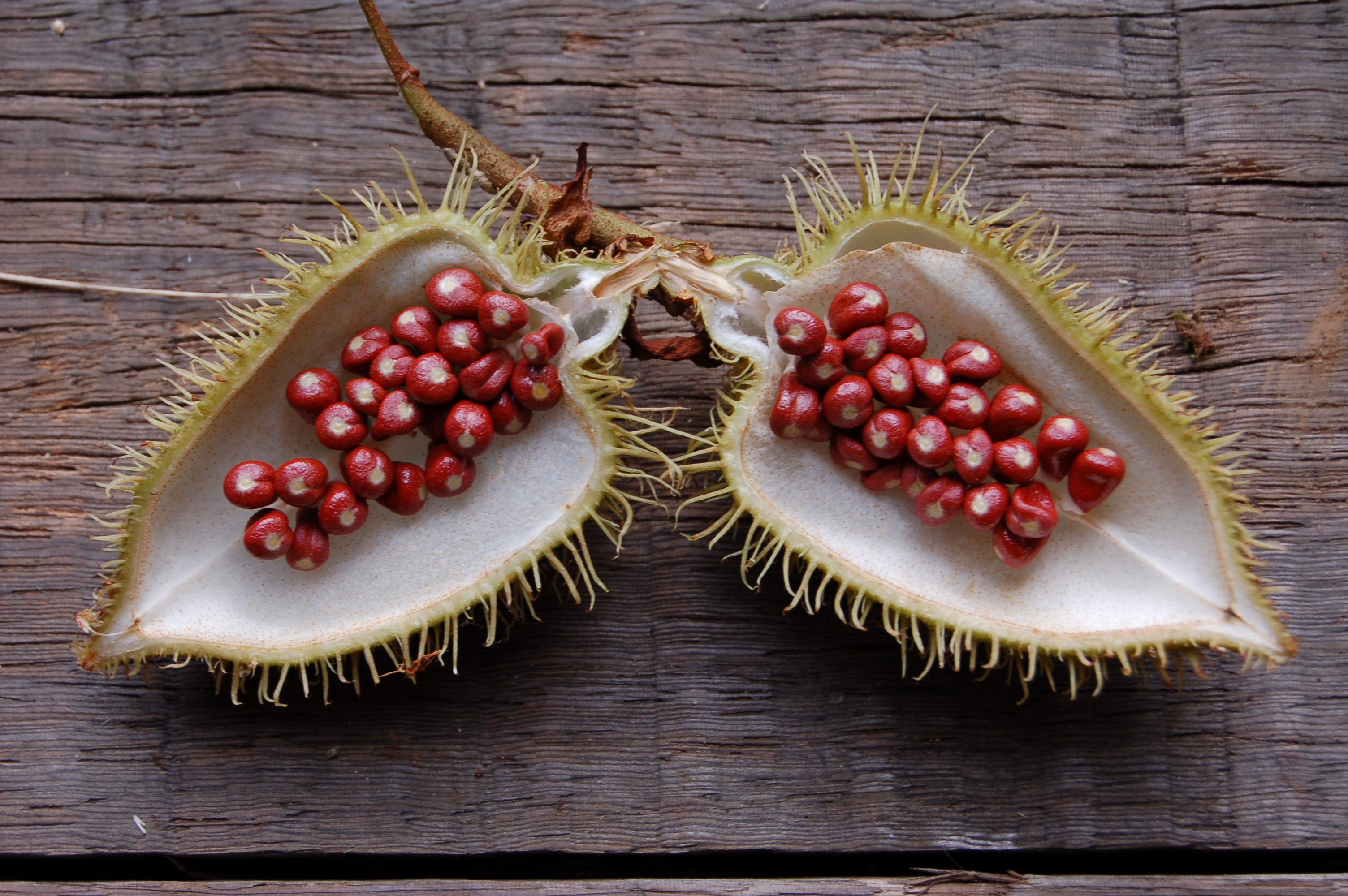
Pouzdrosečná tobolka oreláníku barvířského pukající 2 chlopněmi
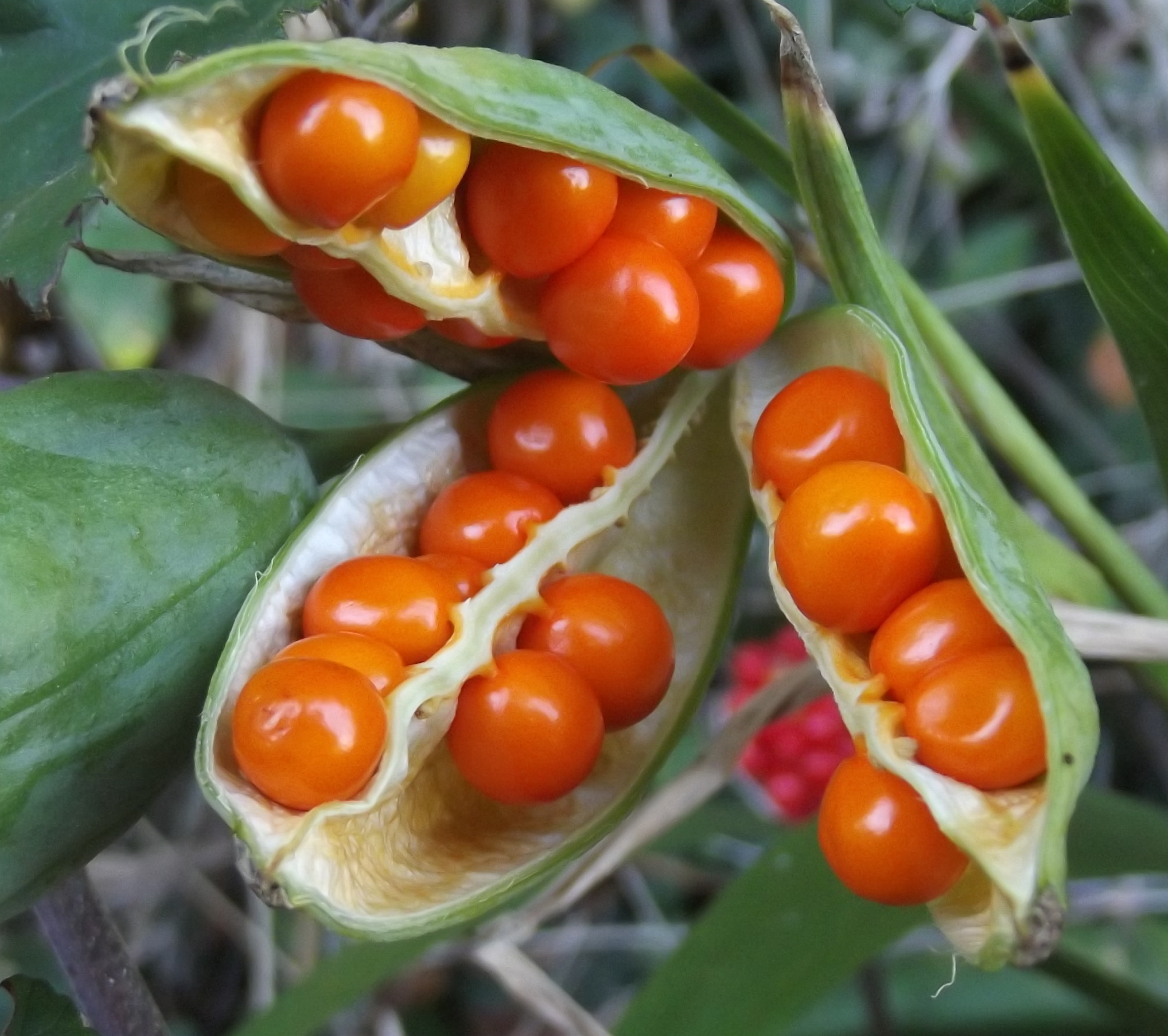
Trojchlopňová pouzdrosečná tobolka kosatce zápašného s dobře patrnými přepážkami
Pouzdrosečné tobolky ibišku lípovitého pukající 5 chlopněmi
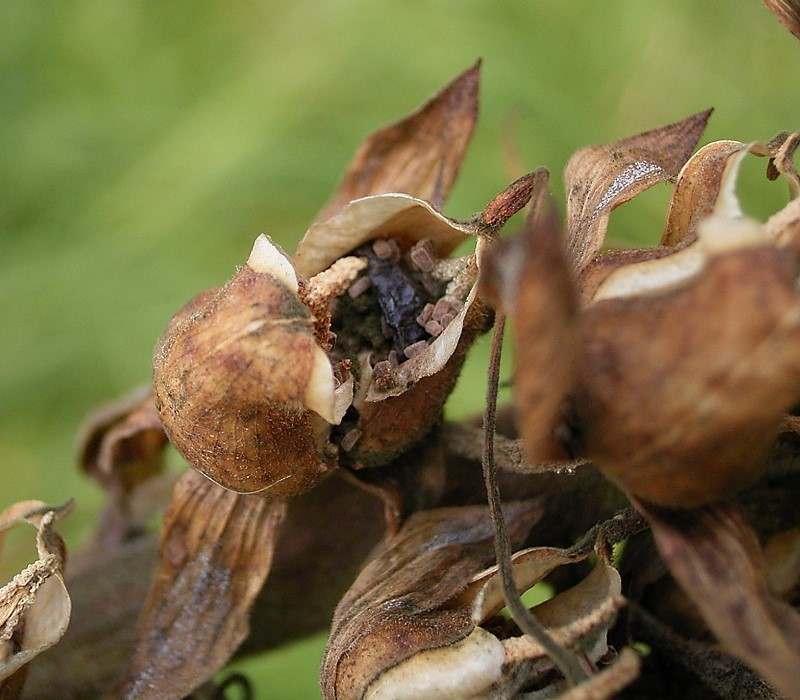
Přehrádkosečná tobolka náprstníku červeného

### Přehrádkolomná tobolka, šešule a ceratium

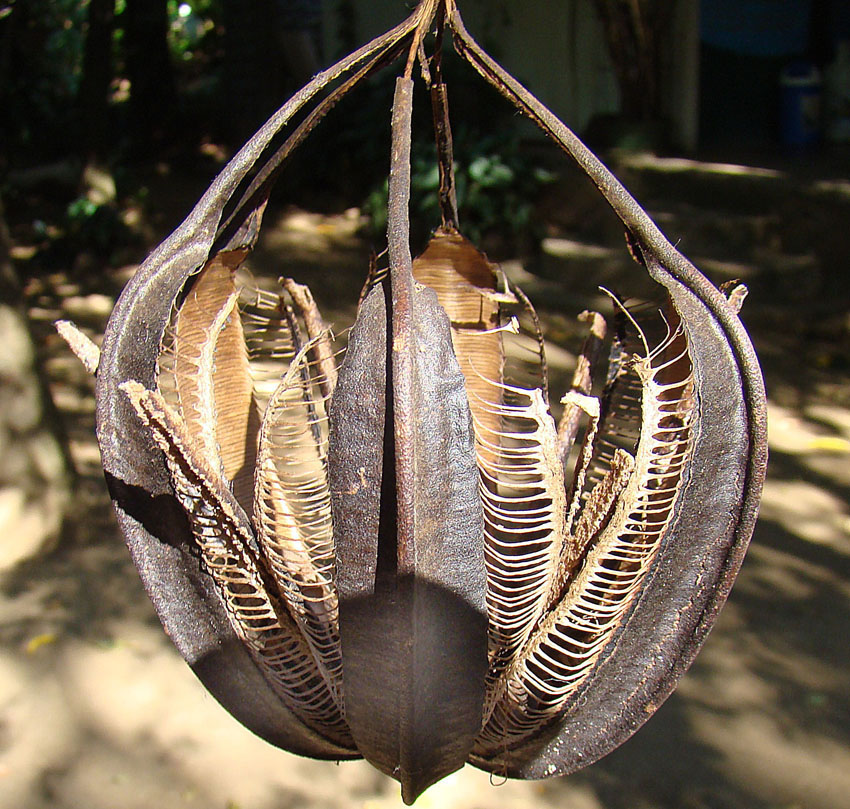
Ceratium podražce Aristolochia maxima

Třetím základním typem tobolky otevírající se chlopněmi je přehrádkolomná (septifrágní) tobolka. Chlopně se mohou otevírat přehrádkosečně i pouzdrosečně, zároveň se však odlamují i od přepážek, které zůstávají spolu se semeny na středním sloupku. Takový typ plodů má například durman obecný, hnilák, pěnišník aj., z exotických rostlin například povijnice či svietenie.
Specifickým typem tobolky je šešule brukvovitých. Plod vzniká z dvouplodolistového semeníku s parietální placentací. Od přehrádkolomné tobolky se odlišuje nepravou přepážkou, která propojuje obě protilehlé placenty a po obvodu je uchycena v tzv. rámečku, k němuž jsou z obou stran střídavě přirostlá semena.
Pro zvláštní typ tobolky, u nějž se vnitřní vrstva oplodí (endokarp) se odděluje od vnější vrstvy (epikarpu), je v odborných zdrojích (Spjut 1994) uváděn termín ceratium. Vnitřní oddělující se vrstva oplodí může být tvořena rámečkem, zbytnělou středovou žilkou, zploštělou přepážkou placentálního původu nebo pukavým endokarpem. Jedná se o dosti různorodou skupinu plodů. Ceratium může připomínat přehrádkolomnou tobolku, od níž se většinou odlišuje přítomností rámečku (replum). Některé typy ceratia připomínají šešuli, liší se však nepřítomností blanité falešné přepážky vyplňující rámeček, jak je tomu u brukvovitých. Příkladem takových plodů mohou být tobolky luštěnice, vlaštovičníku či katalpy, tekomy a dalších trubačovitých. Mezi ceratia jsou řazeny i tobolky podražce, různých podpětovitých a makovitých (pleskanka, bokonie), zvonku řepkovitého a lyonie z čeledi vřesovcovité. Richard W. Spjut sem řadí i makovice máku, které jsou ve většině zdrojů obvykle uváděny jako poricidní tobolky.

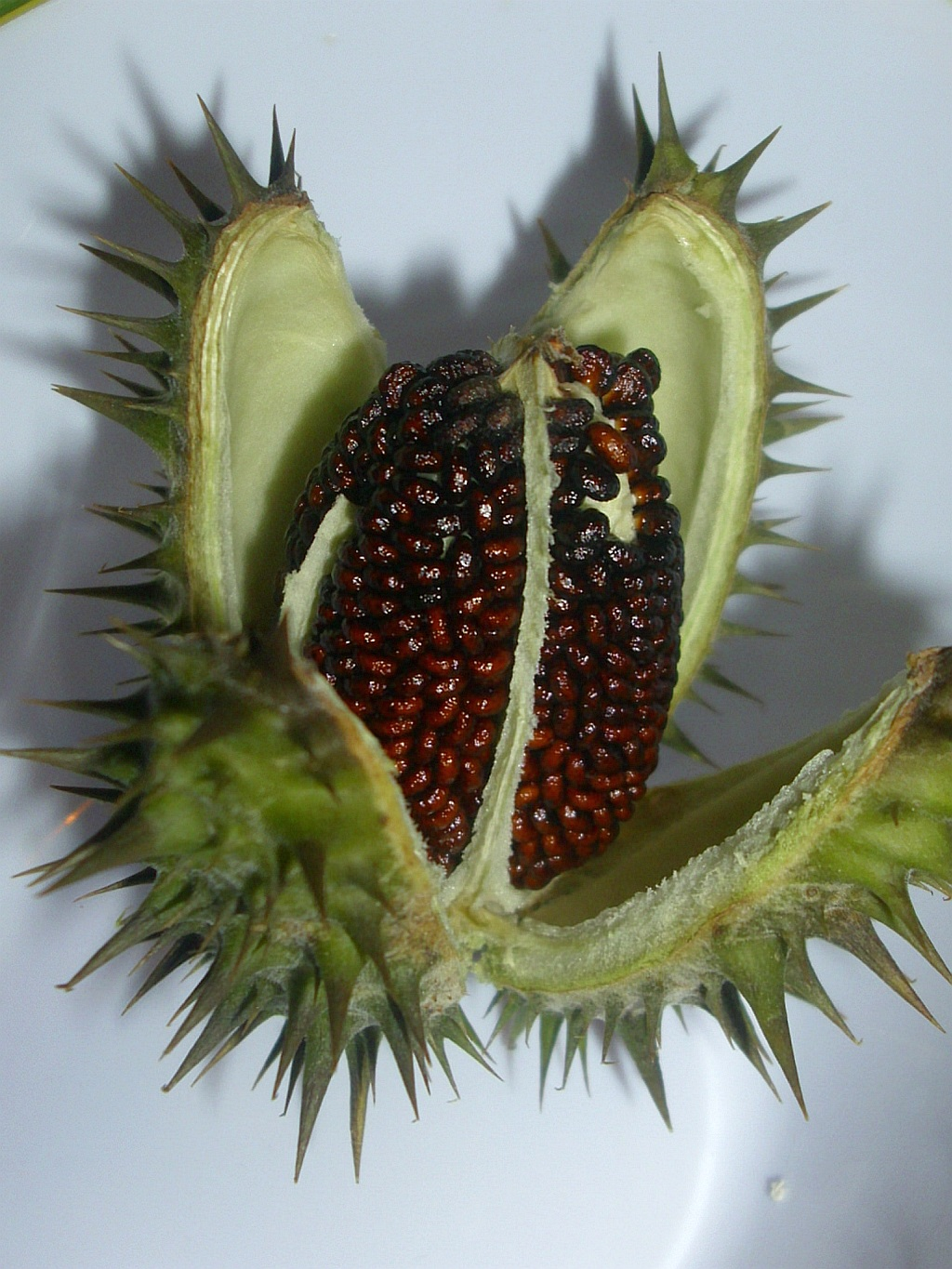
Přehrádkolomná tobolka durmanu obecného
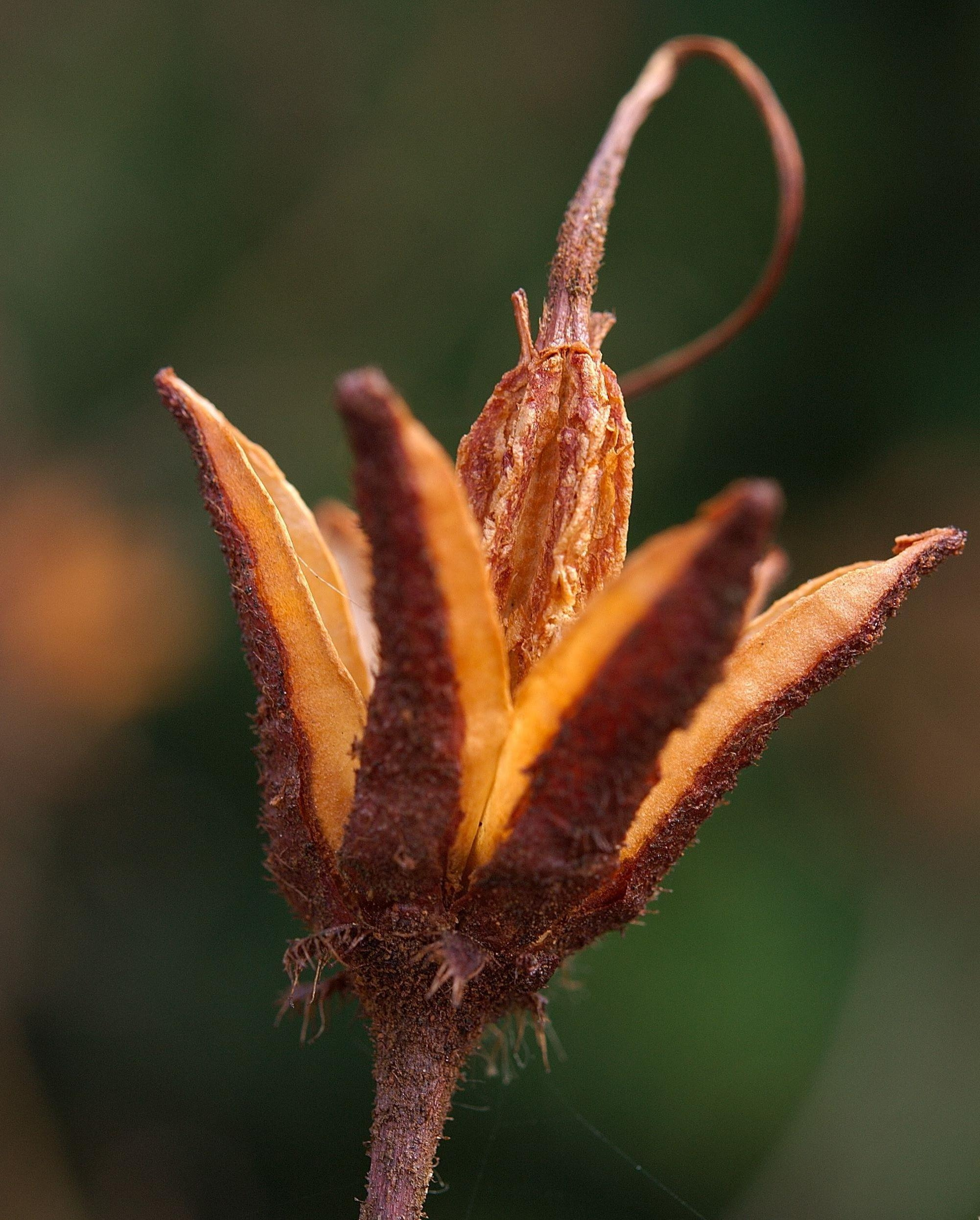
Přehrádkolomná tobolka pěnišníku žlutého se středním sloupkem korunovaným vytrvalou čnělkou
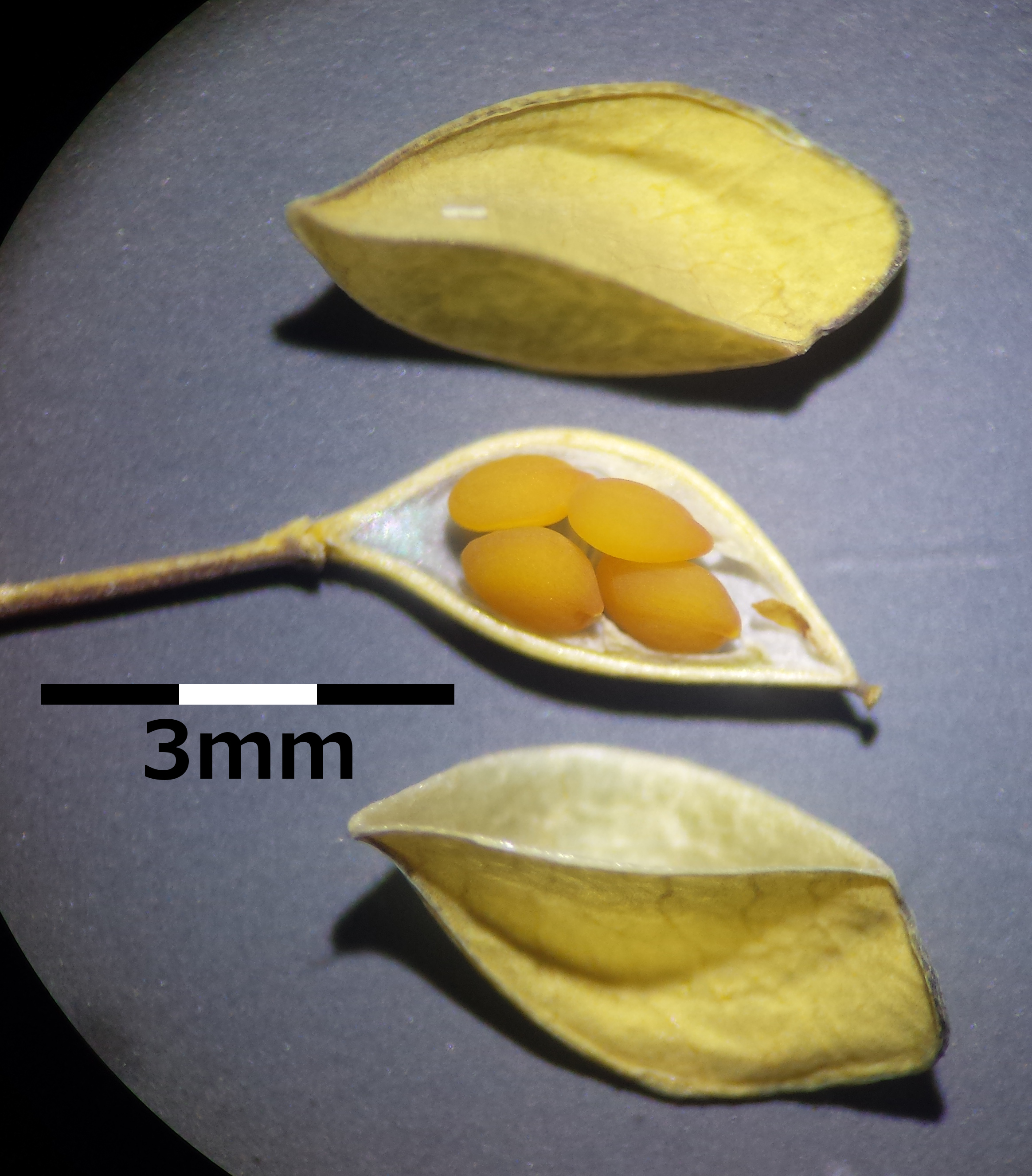
Šešulka penízku prorostlého s odpadlými chlopněmi
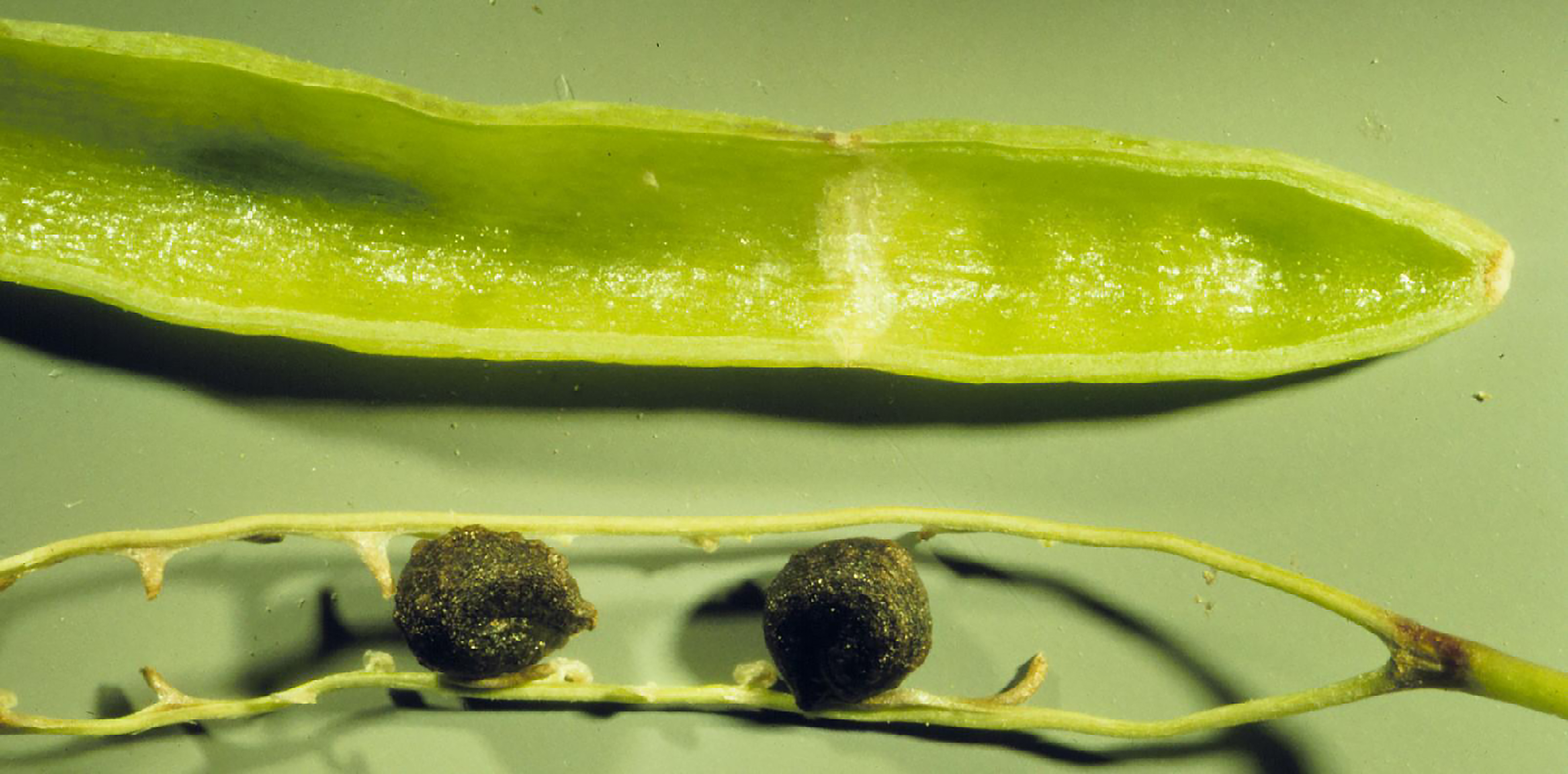
Detail otevřeného ceratia luštěnice Cleome serrulata
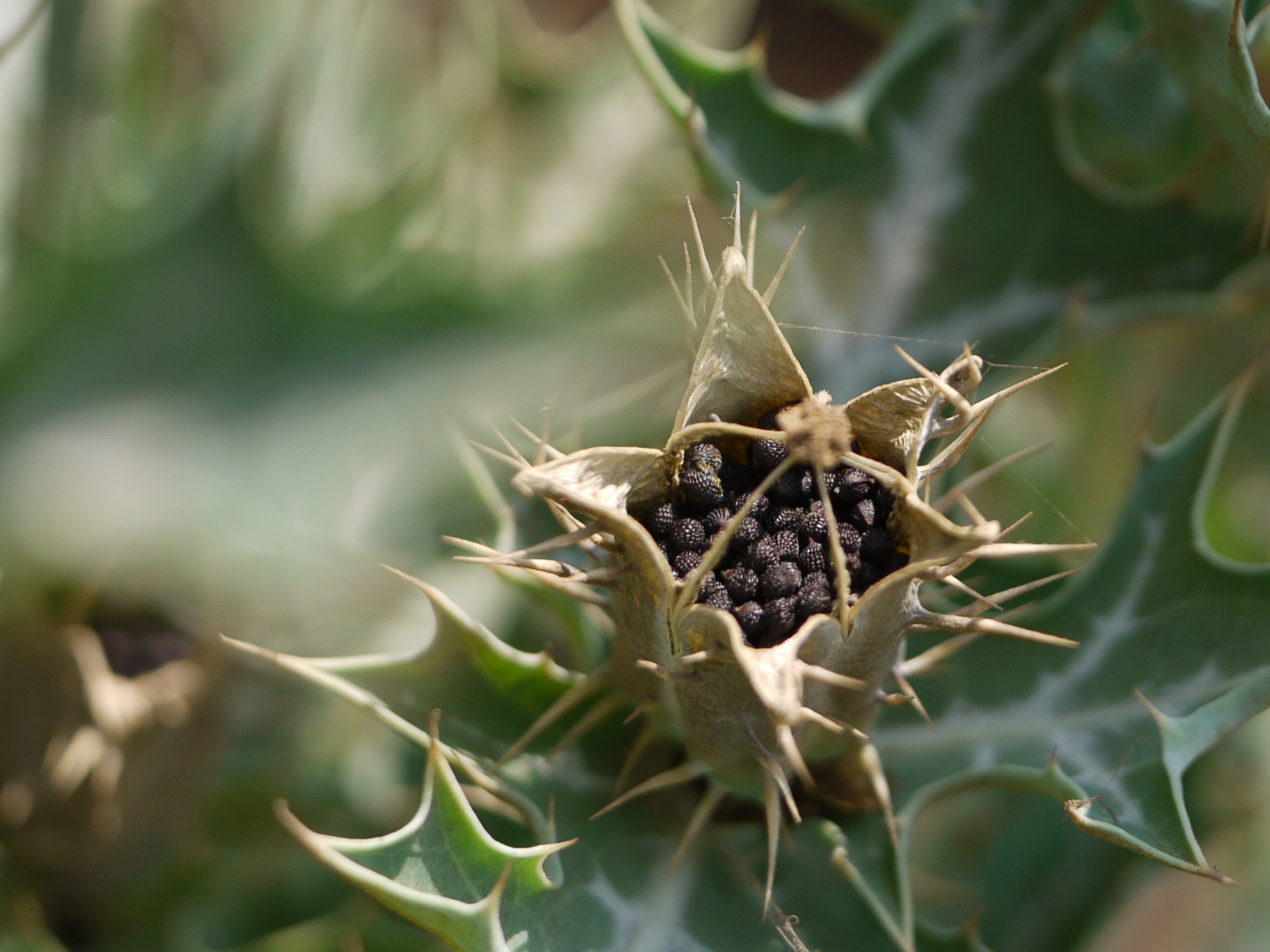
Ceratium pleskanky mexické se zřetelným rámečkem

### Tobolky otevírající se víčkem, zuby, póry ap.

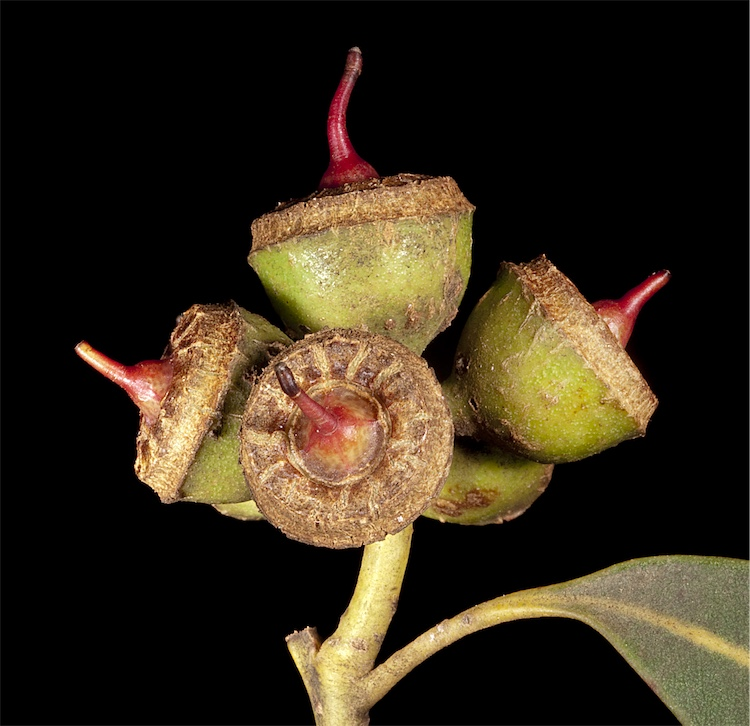
Tobolky blahovičníku Eucalyptus lane-poolei s kápovitým víčkem nesoucím vytrvalou čnělku

Zatímco většina tobolek se otevírá podélnými švy jdoucími od vrcholu směrem k bázi plodu, některé tobolky pukají příčným švem jdoucím kolem dokola, přičemž vrchní část plodu odpadává jako takzvané víčko. Tento typ plodu se odborně nazývá pyxidium. Zvlášť charakteristické jsou dřevnaté tobolky různých zástupců čeledi hrnečníkovité, jako je juvie ztepilá či hrnečníky. 
Tobolku otevírající se víčkem nebo příčným švem jdoucím kolem dokola má také drchnička, jitrocel, šrucha, tykvice stříkavá, některé lilky, blín, blahovičník či štětkovec.
Náležejí sem i jednosemenné tobolky některých druhů laskavce (laskavec rozkladitý, laskavec ocasatý aj.), v některých zdrojích mylně označované za měchýřky.
Některé typy tobolek se otevírají méně obvyklým způsobem, a to okrouhlými otvory (poricidní či foraminicidní tobolka), zuby (denticidní tobolka) ši štěrbinami (fissuricidní tobolka). Tobolky otevírající se na vrcholu zuby jsou typické pro hvozdíkovité a některé další rostliny, jako je prvosenka, brambořík, kyprej či vachta, zatímco s tobolkami otevírajícími se okrouhlými otvory se lze setkat u hledíku, kokotice, genliseje, a ve většině zdrojů jsou sem řazeny i makovice máku. 
U některých rostlin se tobolka otevírá nepravidelně jednou nebo více paralelními štěrbinami nebo pravidelně podél lineárních švů od báze k vrcholu, který zůstává nedělený. Je to typický plod orchidejí, dále dosny, kejklířky, klokoče či zimozelenu.

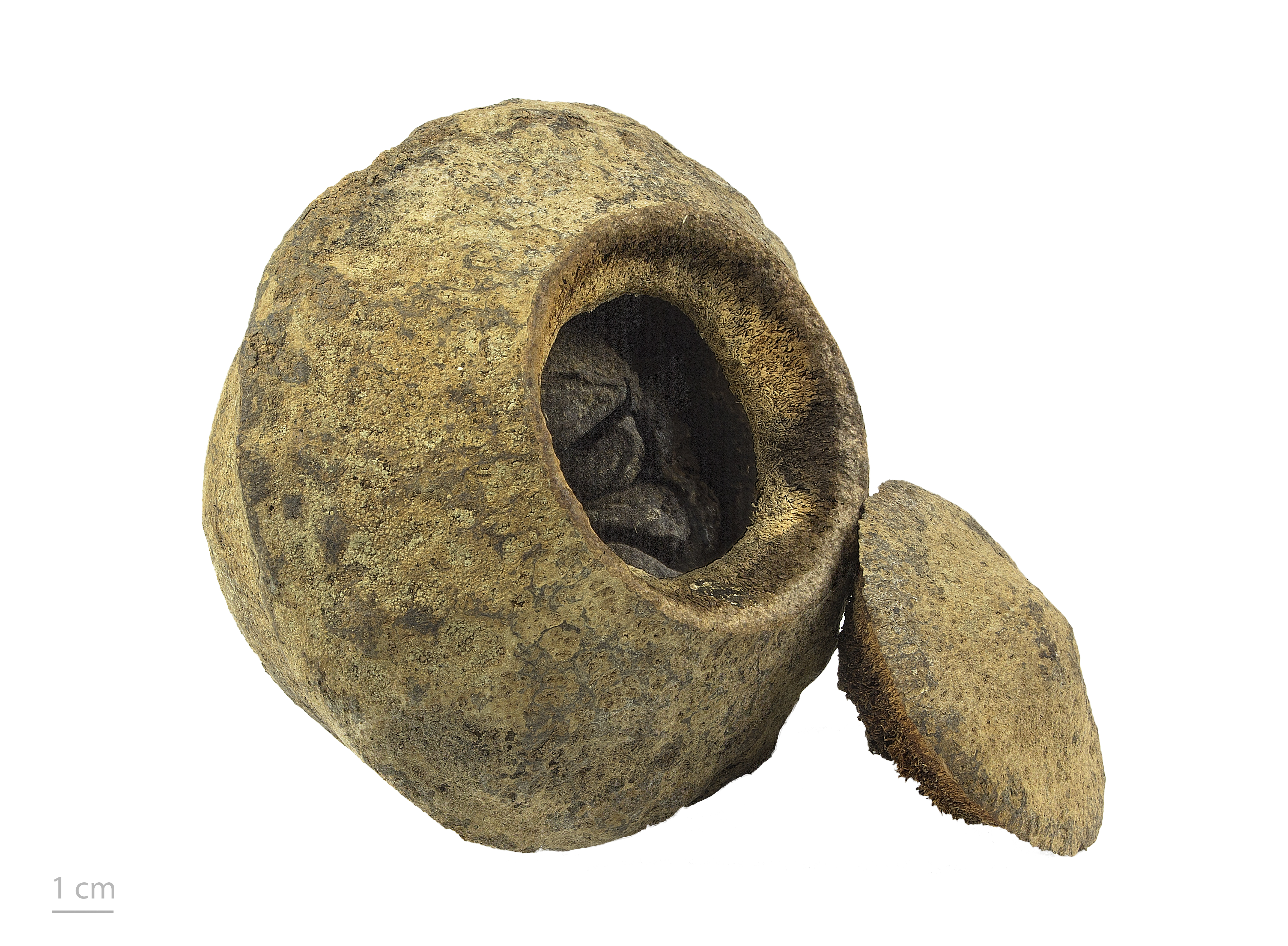
Dřevnatá tobolka hrnečníku jedlého
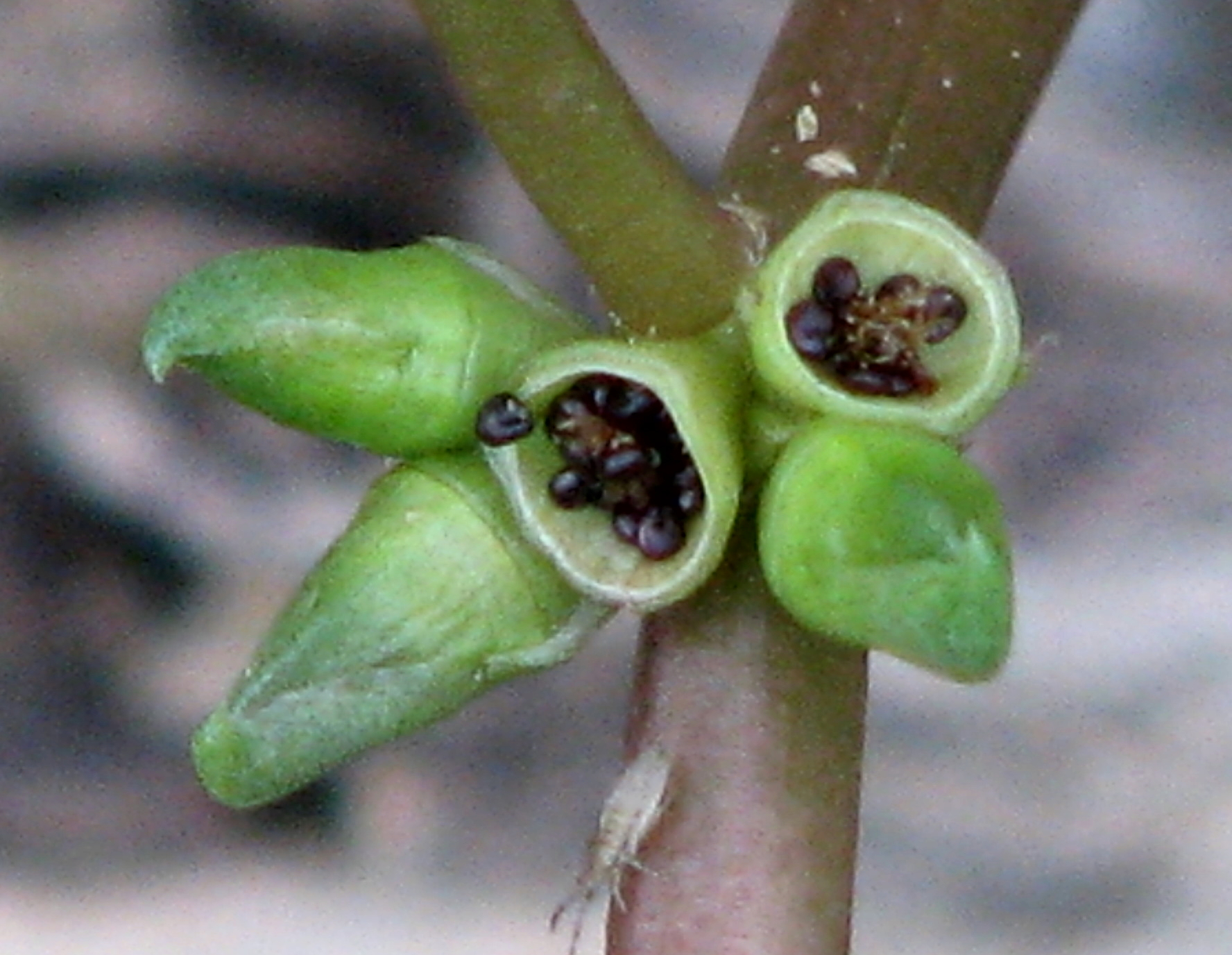
Tobolky šruchy zelné s kápovitým víčkem
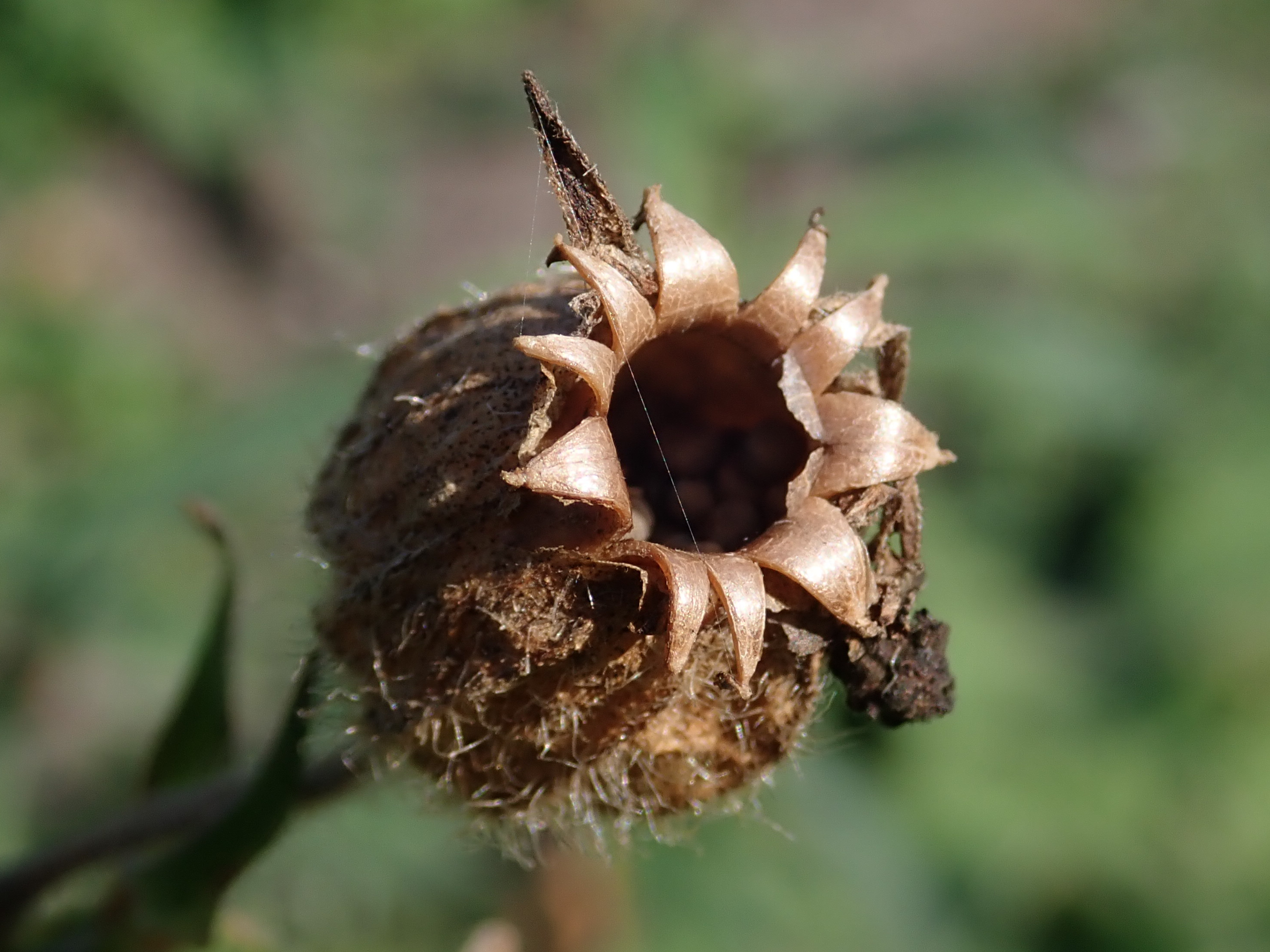
Tobolka silenky širolisté otevírající se zuby
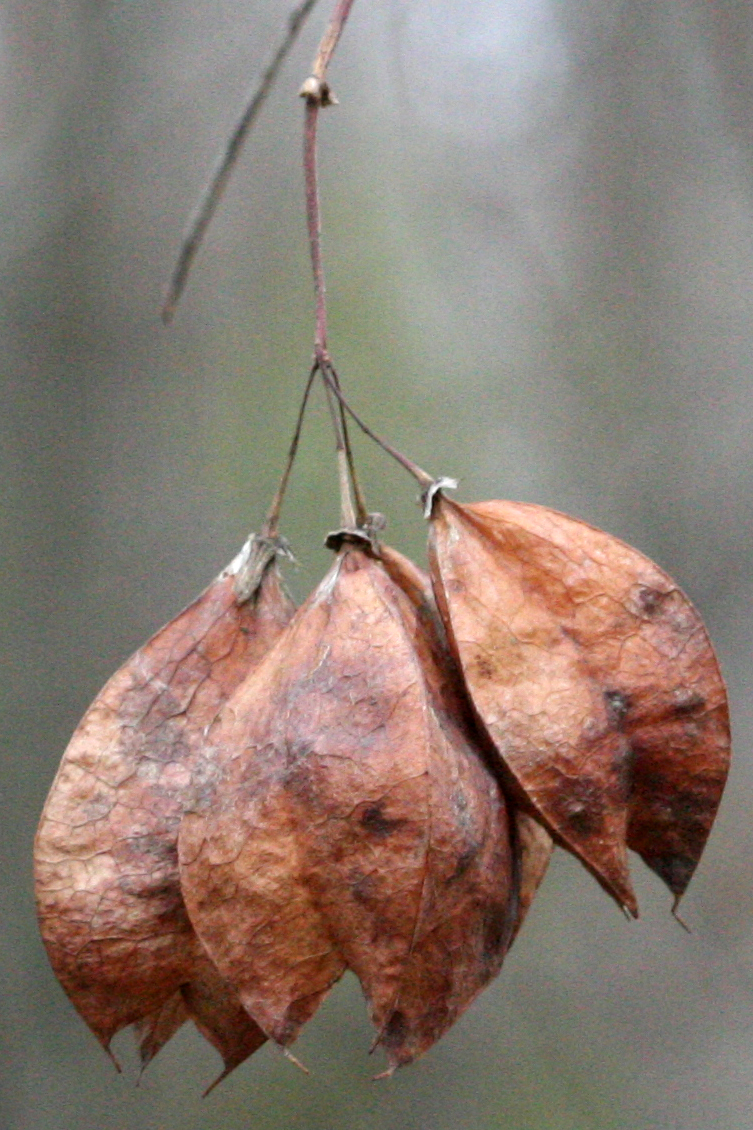
Fissuricidní tobolky klokoče trojlistého

### Neobvyklé tobolky a tobolce podobné plody
Některé plody jsou řazeny k tobolkám, přestože se vymykají základní definici tohoto typu plodu. Příkladem může být nepukavá tobolka (čarovník, henovník bílý, vějířovka aj.) nebo pukavá tobolka s dužnatým či masitým oplodím (např. jírovec, brslen, momordika). Velmi specifický typ plodu má kadidlovník. Od tobolky se odlišuje tím, že z něj vypadávají semena obalená tvrdou peckou (endokarpem). Nejedná se tak o tobolku, ale o modifikovanou pukavou peckovici, která bývá označována jako pseudotobolka. Pro plody pryšcovitých je charakteristické, že se za zralosti rozpadají na jednosemenné díly (plůdky), které odpadají či jsou odstřelovány od vytrvalého sloupku. Nejedná se tak o tobolku, nýbrž o poltivý plod (schizokarp), označovaný odborně jako coccarium. Lze se s ním setkat i u vilínu, lnu, latnatce či žlutodřevu. Obdobný rozpadavý typ plodu, nazývaný camarium, lze nalézt u slézovitých (např. sléz či mračňák), ale i u některých mýdelníkovitých a kacibovitých. Některé rostliny s apokarpním nebo jen částečně srostlým gyneceem (např. černucha) tvoří plody na pomezí souplodí měchýřků a tobolky.

## Šíření semen
Semena v tobolkách mají často dužnaté přívěsky či obaly (masíčko, míšek či sarkotestu), které vyhledávají různí živočichové jako potravu a zajišťují zároveň šíření semen. Nápadný míšek lákající ptactvo má například brslen či jesenec, masíčkem vyhledávaným mravenci jsou opatřena kupříkladu semena bledule či rozrazilu. Tobolky řady druhů bylin spočívají na dlouhém stvolu, který je rozkýváván větrem a semena rozsévána do okolí. Mimo makovic různých druhů máku se takto šíří také například semena divizny, hvozdíku, česneku aj. Semena některých rostlin jsou opatřena chmýrem (např. vrbovka či bavlník) či křídly (dvojostice, katalpa), a po puknutí plodu je unáší vítr. Některé rostliny se v šíření semen nespoléhají na vítr a semena z tobolek aktivně vystřelují. Nejznámějším příkladem je netýkavka, semena vystřeluje z tobolek i tykvice stříkavá, hura chřestivá či kakost.
Některé nízce rostoucí byliny jsou uzpůsobeny na rozstřikování drobných semen z mělkých tobolek kapkami deště. Patří mezi ně mokrýš, úrazník, šrucha, některé alpínské druhy hořce, kosmatcovité aj. U kosmatcovitých se navíc tobolky otevírají pouze ve vlhku.

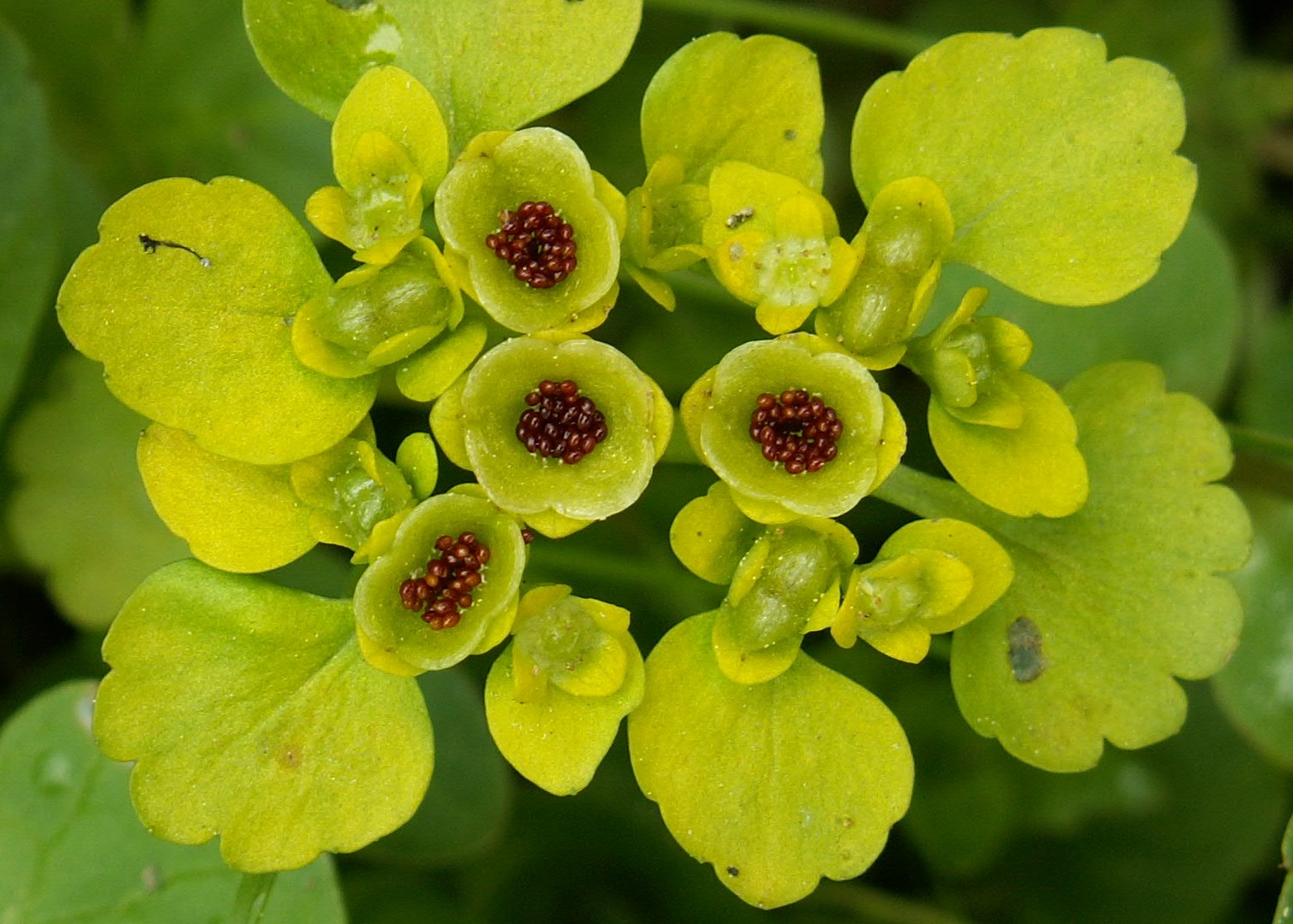
Tobolky mokrýše střídavolistého se semeny připravenými pro rozstřik deštěm
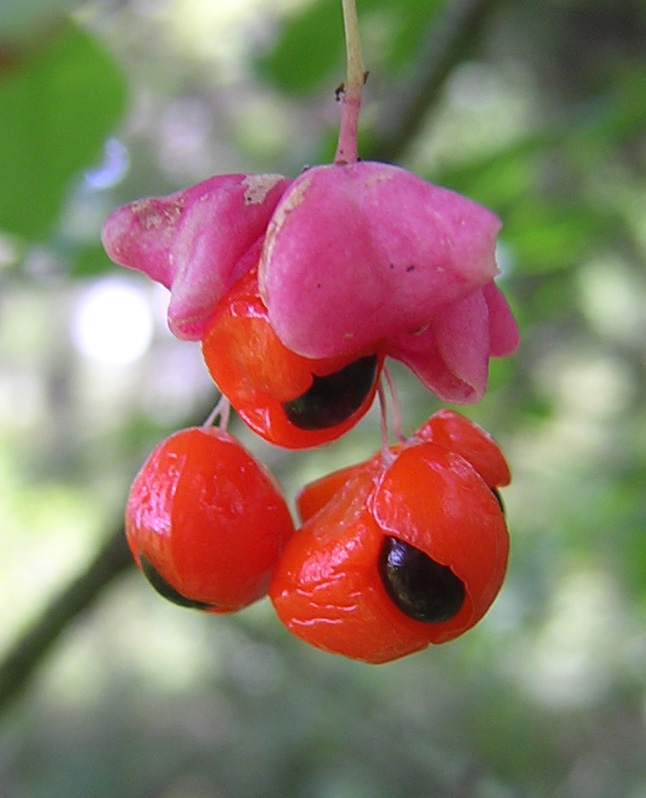
Růžová tobolka brslenu bradavičnatého se semeny obalenými oranžovým míškem
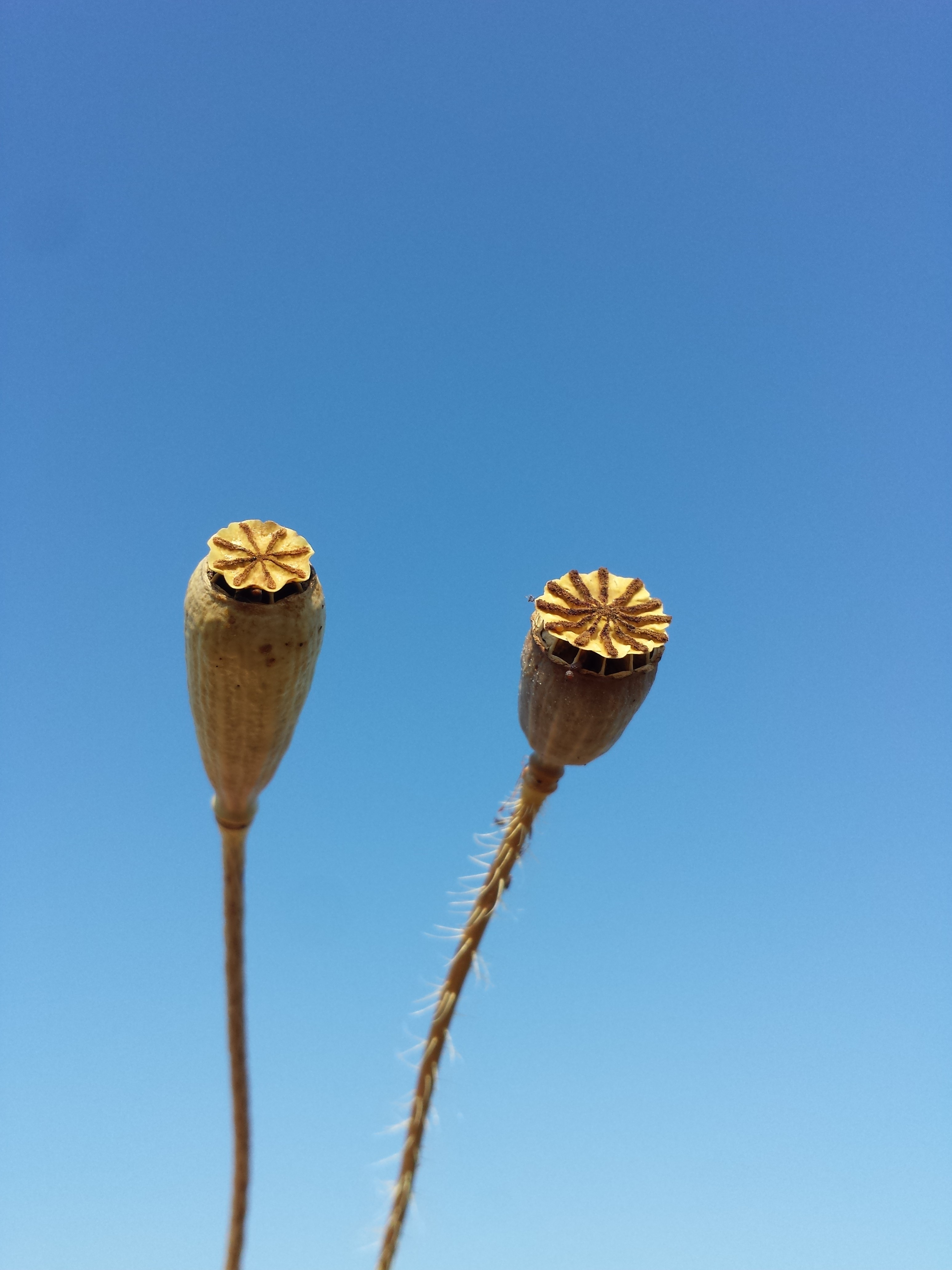
Tobolka máku pochybného a máku vlčího
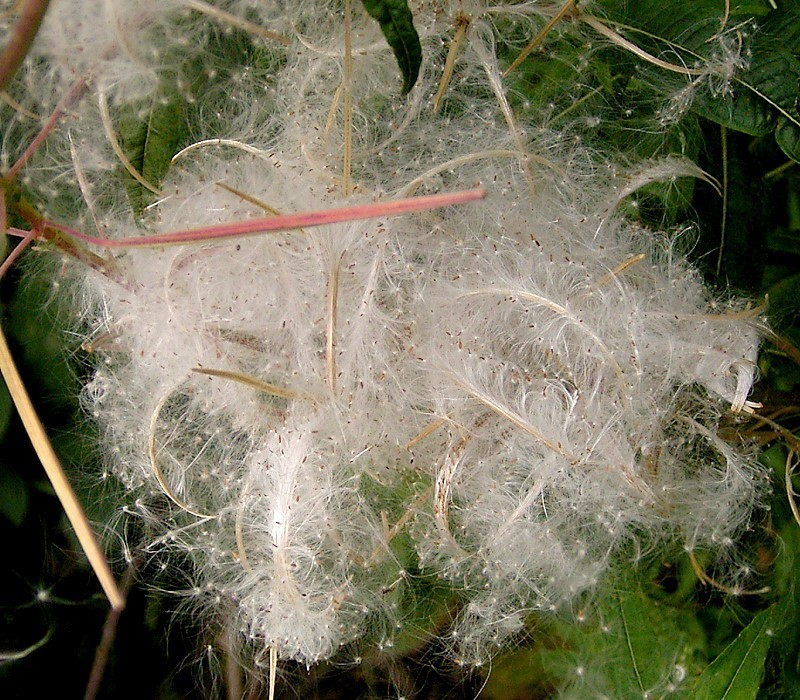
Puklé podlouhlé tobolky vrbovky úzkolisté s ochmýřenými semeny

## Význam

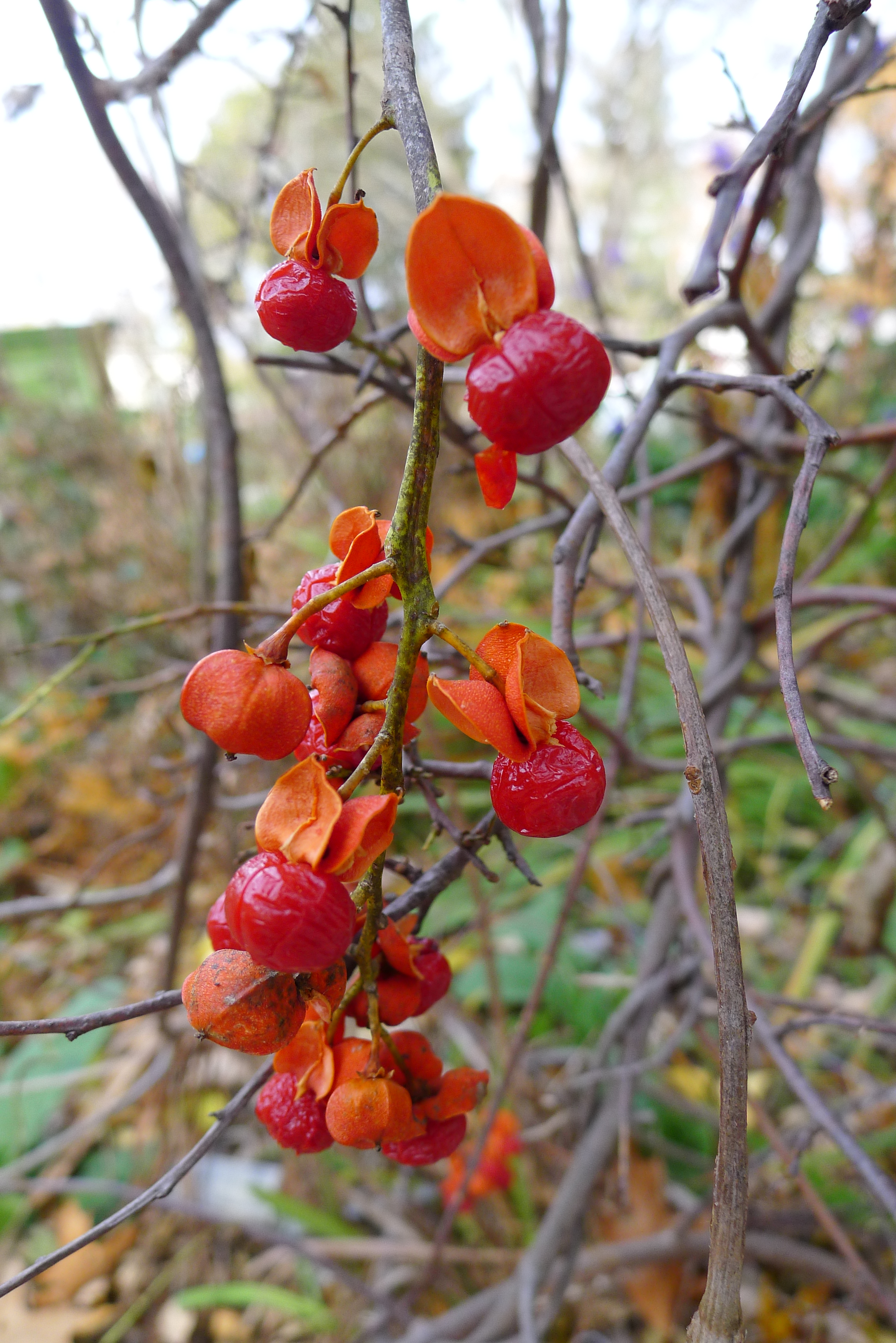
Podzimní plodenství jesence okrouhlolistého

Hospodářský význam tobolek není tak velký jako například u bobulí. Z tobolek máku setého je získáván mák a byly vypěstovány kulturní odrůdy, které se za zralosti neotevírají, aby nedocházelo ke ztrátám makového semene před vymlácením. Tobolky vanilovníku poskytují koření vanilku. Některé dřeviny jsou pěstovány pro estetický podzimní vzhled plodů, mezi jinými jesence a opadavé brsleny. 

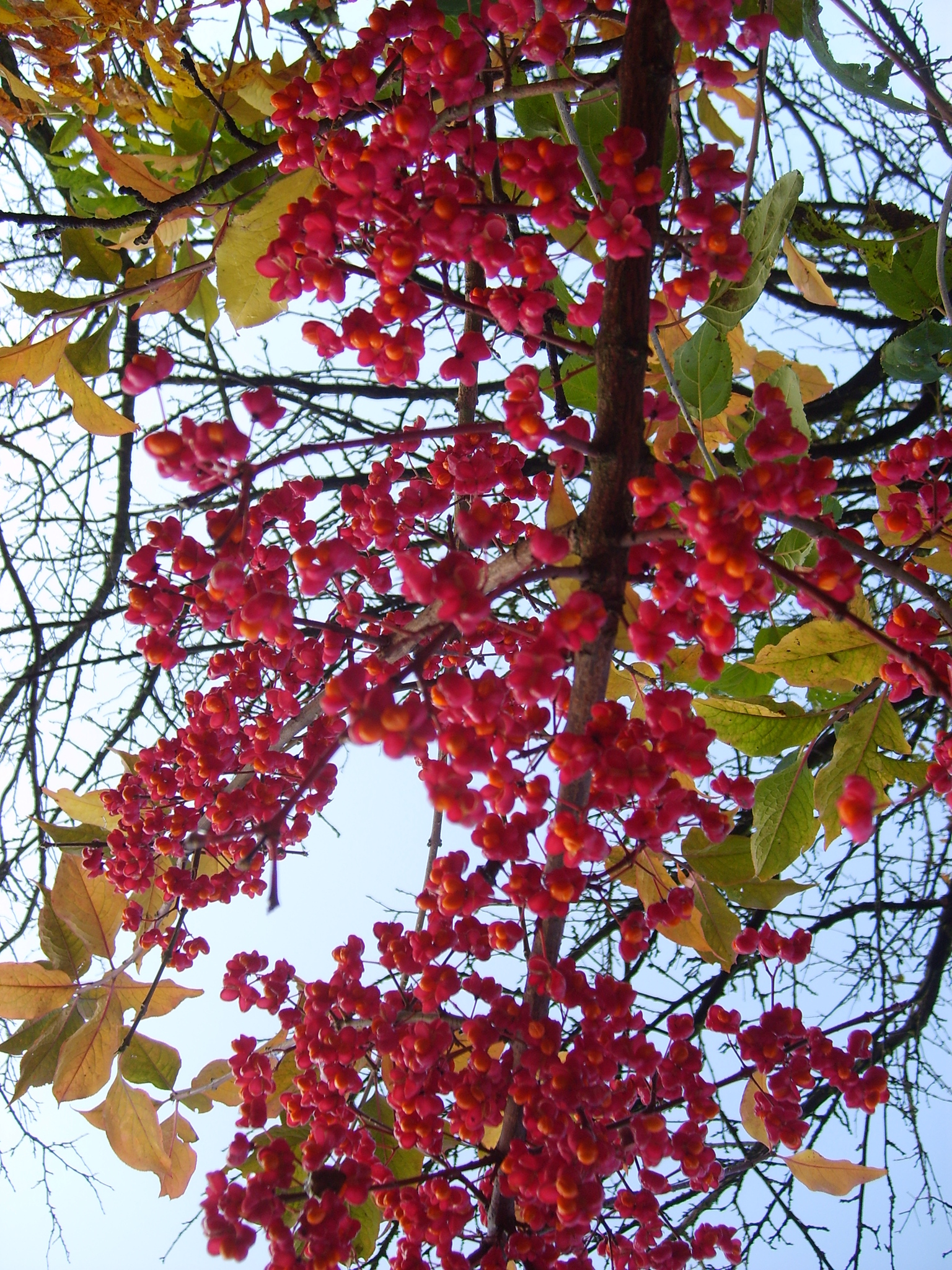
Bohatě plodící brslen evropský
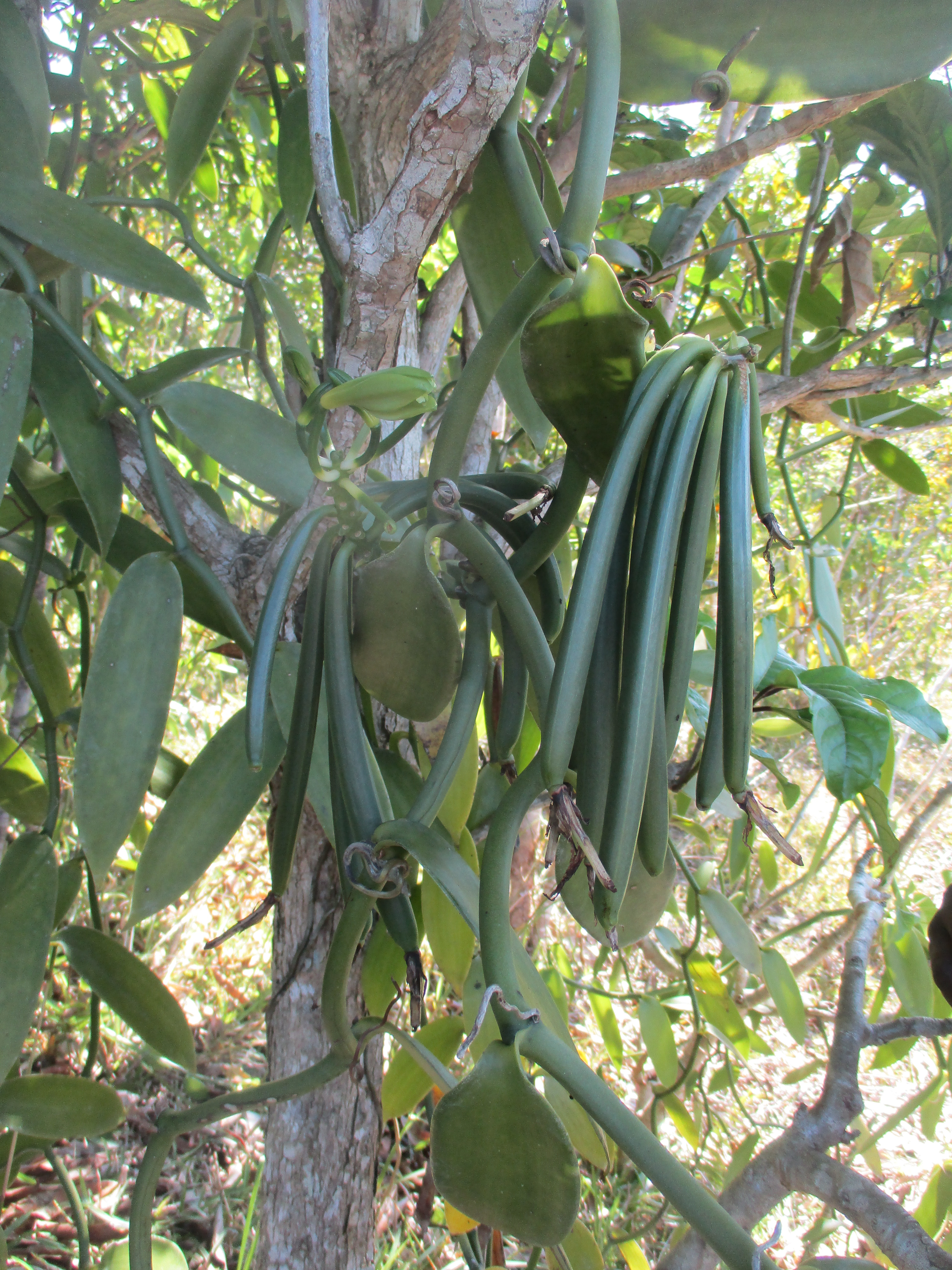
Plody vanilovníku